# فافا المانوسك
كانت فافا المانوسك، طبيبة وجراحة يهودية عُرفت بممارسة الطب في أوائل القرن الرابع عشر في بروفانس بفرنسا. تُعرف أحيانًا باسم هافا أو هنا من مانوسك. 
كواحدة من العديد من الممارسين الطبيين اليهود خلال العصور الوسطى، يبدو أن فافا تلقت تدريبها من أفراد الأسرة.كانت جزءًا من عائلة طبية بارزة مع والدتها (أستروجوس) وزوجها وابنها (بونافوس) واثنين من أحفادها الذين يمارسون الجراحة أيضًا. في ذلك الوقت كان التدريب الطبي مقيدًا. «بما أنه لم يسمح لهم بدخول كليات الطب، فقد تعلم الأطباء اليهود، ذكورا وإناثا، من خلال تدريب أطباء آخرين» عُرف عنهم علاج أمراض الرجال والنساء المسيحيين وكذلك أعضاء الجالية اليهودية.
في أواخر عام1321أو أوائل عام 1322، اتُهمت فافا بمعالجة غير لائقة لرجل مسيحي مصاب بجروح في خصيتيه، والتي وُصفت في ذلك الوقت بأنها «أكثر أعضاء جسده حميمية».  في المحكمة سئلت عما إذا كانت قد لمست الجرح، لكنها أنكرت هذا قائلة إنها وصفت الإجراء فقط لابنها بونافوس الذي أجرى كل اتصال جسدي مع المريض رغم أنها فحصت الجرح وأملت الأدوية المستخدمة في العملية. 